# Oman Professional League
Die Oman Professional League (kurz: OPL) ist die nationale erste Fußballliga des Oman. Seit 2013 wird sie als reine Profiliga ausgetragen. Rekordmeister ist der Dhofar SCSC mit zehn Meisterschaften.

## Geschichte
Fünf Jahre nach der Erstaustragung des Sultan Qaboos Cups wurde der Fußballwettbewerb erstmals 1975/76 inoffiziell ausgetragen und ist seit 1976 die offizielle Meisterschaft Omans. In den ersten beiden Saisons der damals neuen Meisterschaft gewann Fanja SC den Titel (der erste 1975/76 wird als inoffizieller nicht in den Statistiken gezählt). Bis zum Ende der 1980er Jahre wurde die Meisterschaft unter dem Namen Super League ausgetragen. Seit der Saison 2008/09 ist das Telekommunikationsunternehmen Omantel Hauptsponsor der Liga.
Vor der Saison 2013/14 wurde bekanntgegeben, dass die Liga fortan als Profiliga ausgetragen wird. Nachdem die Liga in den Jahren zuvor den Namen der Sponsoren trug, heißt die Liga seitdem Oman Professional League.

## Aktuelle Saison
An der Saison 2024/25 nahmen die folgenden zwölf Mannschaften am Spielbetrieb teil:
| Mannschaft         | Standort   | Stadion                       |
| ------------------ | ---------- | ----------------------------- |
| Al-Khaburah SC (N) | al-Chabura | Sohar Regional Sports Complex |
| Al-Nahda Club      | Buraimi    | Buraimi Sports Stadium        |
| al-Nasr SCSC       | Salala     | Al-Saada Stadium              |
| Al-Rustaq Club     | Rustaq     | Rustaq Sports Complex         |
| Al-Seeb Club       | Sib        | Al-Seeb-Stadion               |
| Al-Shabab SC       | Barka      | Al-Seeb-Stadion               |
| Bahla Club1        | Bahla      | Nizwa Complex Stadium         |
| Ibri Club          | Ibri       | Youth Complex                 |
| Oman Club          | Maskat     | Sultan-Qabus-Sportzentrum     |
| Saham Club (N)     | Saham      | Sohar Regional Sports Complex |
| Sohar Club         | Suhar      | Sohar Regional Sports Complex |
| Sur SC             | Sur        | Sur Sports Complex            |

1 Der Bahla Club, Absteiger der Saison 2023/24, nahm an dem Wettbewerb teil, da der Dhofar SCSC nicht die erforderliche Lizenz erhielt.

## Titelträger
Die Meisterschaft wird seit 1975 ausgetragen. In dieser Zeit konnten zehn verschiedene Mannschaften mindestens einmal den Titel erringen.
| - 1975/76: Fanja SC (inoffiziell) - 1976/77: Fanja SC - 1977/78: Muscat Club - 1978/79: Fanja SC - 1979/80: Al-Nasr SCSC - 1980/81: Al-Nasr SCSC - 1981/82: Al-Ahli SC - 1982/83: Dhofar SCSC - 1983/84: Fanja SC - 1984/85: Dhofar SCSC - 1985/86: Fanja SC - 1986/87: Fanja SC - 1987/88: Fanja SC - 1988/89: Al-Nasr SCSC - 1989/90: Dhofar SCSC - 1990/91: Fanja SC - 1991/92: Dhofar SCSC - 1992/93: Dhofar SCSC | - 1993/94: Dhofar SCSC - 1994/95: Sur SC - 1995/96: Sur SC - 1996/97: Oman Club - 1997/98: Al-Nasr SCSC - 1998/99: Dhofar SCSC - 1999/00: Al-Oruba SC - 2000/01: Dhofar SCSC - 2001/02: Al-Oruba SC - 2002/03: Muscat Club - 2003/04: Al-Nasr SCSC - 2004/05: Dhofar SCSC - 2005/06: Muscat Club - 2006/07: Al-Nahda Club - 2007/08: Al-Oruba SC - 2008/09: Al-Nahda Club - 2009/10: Al-Suwaiq Club - 2010/11: Al-Suwaiq Club | - 2011/12: Fanja SC - 2012/13: Al-Suwaiq Club - 2013/14: Al-Nahda Club - 2014/15: Al-Oruba SC - 2015/16: Fanja SC - 2016/17: Dhofar SCSC - 2017/18: Al-Suwaiq Club - 2018/19: Dhofar SCSC - 2019/20: Al-Seeb Club - 2020/21: abgebrochen - 2021/22: Al-Seeb Club - 2022/23: Al-Nahda Club - 2023/24: Al-Seeb Club - 2024/25: Al-Seeb Club |